# جزایر شورتلند

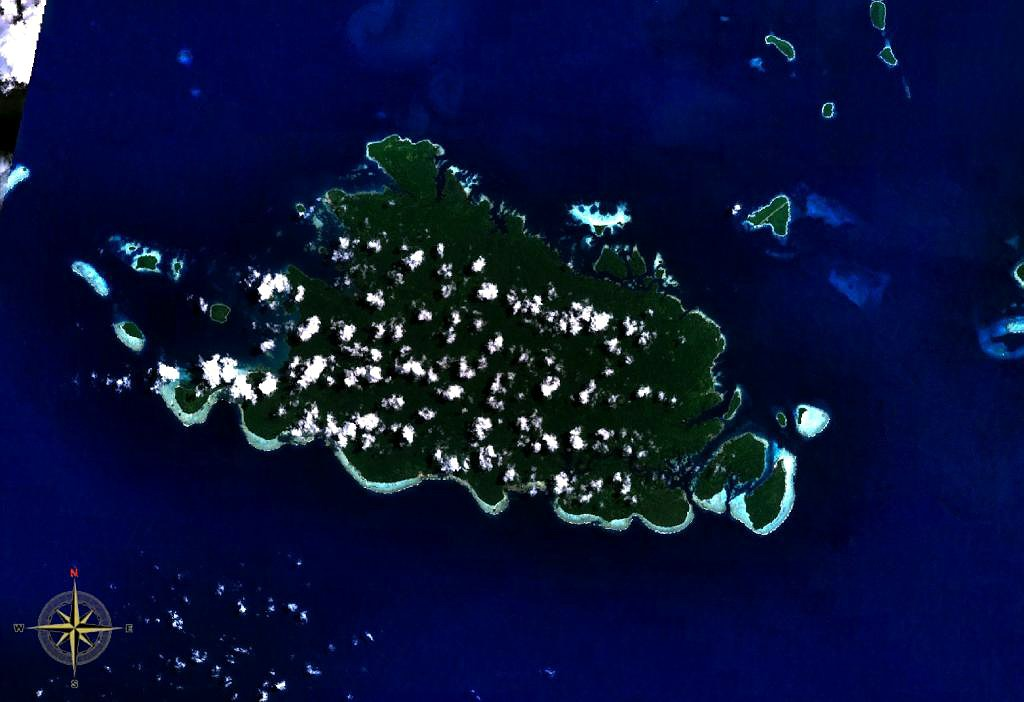
تصویر ماهواره‌ای جزایر شورتلند

جزایر شورتلند (انگلیسی: Shortland Islands) گروهی از جزایر متعلق به استان غربی کشور جزایر سلیمان است که در ۶٫۹۲ درجه جنوبی و ۱۵۵٫۸۸° شرقی قرار دارند. نام این جزایر را جان شورتلند گذاشته است و در منتهی‌الیه شمال غربی کشور، نزدیک به جزیره بوگنویل پاپوآ گینه نو قرار دارند.
بزرگترین جزیره این گروه جزیره شورتلند است. جزایر دیگر عبارتند از جزیره بالالائه، جزیره اُوائو، جزیره پیرومری، جزیره فایسی، جزیره ماگوسایای، جزیره ماساماسا، جزیره فائورو و جزیره بالاله (که در جنگ جهانی دوم توسط ژاپنی‌ها اشغال شده بود و خانه بسیاری از هواپیماهای متروکه جنگ جهانی دوم است).
آلمان بر این جزایر ادعا داشت و تا سال ۱۹۰۰ به عنوان بخشی از منطقه تحت‌الحمایه جزایر سلیمان شمالی آن‌ها را در تصرف خود داشت. در تاریخ ۳۰ مارس ۱۹۴۲ کشتی‌های جنگی ژاپن وارد بندر شورتلند شدند و دو گروه از نیروهای ویژه دریایی خود را به خشکی آوردند و مقاومتی در برابر آنها نشد. یک گروه در این منطقه باقی ماند تا شروع به تأسیس پایگاه دریایی شورتلند کند. در خلال سال ۱۹۴۲، ژاپنی‌ها تا پایان جنگ پایگاه و استحکاماتی را در قسمت شرقی جزیره شورتلند ایجاد کردند.